# Tripureswor
Tripureswor (nep. त्रिपुरेश्वर) – gaun wikas samiti w środkowej części Nepalu w strefie Bagmati w dystrykcie Dhading. Według nepalskiego spisu powszechnego z 2001 roku liczył on 724 gospodarstw domowych i 3515 mieszkańców (1890 kobiet i 1625 mężczyzn).